# Robert Bonnet
Robert Bonnet (Augusta, 17 febbraio 1851 – Würzburg, 13 ottobre 1921) è stato un anatomista tedesco.

## Biografia
Nel 1876 conseguì il dottorato a Monaco di Baviera, dove nel 1880 iniziò a lavorare come assistente presso l'istituto di anatomia. L'anno seguente fu nominato professore alla Königliche Centraltierarzneischule di Monaco. Nel 1889 divenne professore associato presso l'Università di Würzburg e due anni dopo fu nominato professore ordinario di anatomia e direttore dell'istituto di anatomia di Giessen. Più tardi nella sua carriera, fu professore presso le Università di Greifswald (dal 1895) e Bonn (dal 1907).
Bonnet fu autore di molte opere scientifiche, tra cui numerosi studi che trattano l'anatomia e l'embriologia degli animali domestici. Fu  co-editore di Ergebnisse der Anatomie und Entwicklungsgeschichte ("Risultati di anatomia e sviluppo storico") e collaborò con Friedrich Sigmund Merkel (1845-1919) su Anatomische Hefte ("Libri anatomici").